# Charbel González
Charbel Anthuan Wehbe González (Santo Domingo, 8 de mayo de 2004) deportivamente conocido como Charbel González, es un futbolista dominicano que juega como lateral derecho en el CD Castellón B. Es internacional con la selección de fútbol de la República Dominicana.

## Trayectoria
Charbel es un defensa formado en las categorías inferiores del Real Oviedo en el que iría quemando etapas. 
En la temporada 2022-23, siendo aún juvenil debutaría con el Real Oviedo Vetusta de la Segunda Federación, con el que disputaría 24 partidos en los que anotaría un gol y daría dos asistencias.

### Internacional
En junio de 2022, debutaría con la selección de fútbol sub-20 de la República Dominicana con el que disputaría el Campeonato Sub-20 de la Concacaf, donde logró la clasificación de su selección para el Mundial Sub-20.
El 23 de marzo de 2024, debutó con la Selección de fútbol de la República Dominicana en un encuentro amistoso frente a la Selección de fútbol de Aruba que acabaría con victoria por dos goles a cero.la Selección de fútbol de la República Dominicana. Cuatro días más tarde, jugaría otro encuentro frente a la Selección de fútbol de Perú.

## Clubes
| Club                | País   | Año       |
| ------------------- | ------ | --------- |
| Real Oviedo Vetusta | España | 2022-2024 |
| AD Mérida           | España | 2024      |
| UD Llanera          | España | 2024-     |